# Hemerodromia acuminata
Hemerodromia acuminata är en tvåvingeart som beskrevs av Collin 1941. Hemerodromia acuminata ingår i släktet Hemerodromia och familjen dansflugor. Inga underarter finns listade i Catalogue of Life.